# العلاقات اليمنية الغانية
العلاقات اليمنية الغانية هي العلاقات الثنائية التي تجمع بين اليمن وغانا.

## مقارنة بين البلدين
هذه مقارنة عامة ومرجعية للدولتين:
| وجه المقارنة                                              | اليمن                   | غانا         |
| --------------------------------------------------------- | ----------------------- | ------------ |
| المساحة (كم2)                                             | 555.00 ألف              | 238.53 ألف   |
| عدد السكان (نسمة)                                         | 28.25 مليون             | 26.91 مليون  |
| الكثافة السكانية (ن./كم²)                                 | 50.9                    | 112.82       |
| العاصمة                                                   | صنعاء عدن (عاصمة مؤقتة) | أكرا         |
| اللغة الرسمية                                             | اللغة العربية           | لغة إنجليزية |
| العملة                                                    | ريال يمني               | سيدي غاني    |
| الناتج المحلي الإجمالي (بليون دولار)                      | 18.21 مليار             | 47.33 مليار  |
| الناتج المحلي الإجمالي (تعادل القوة الشرائية) بليون دولار | 75.69 مليار             | 115.41 مليار |
| الناتج المحلي الإجمالي الاسمي للفرد دولار أمريكي          | 1.41 ألف                | 1.37 ألف     |
| الناتج المحلي الإجمالي للفرد دولار أمريكي                 |                         | 4.08 ألف     |
| مؤشر التنمية البشرية                                      | 0.498                   | 0.579        |
| رمز المكالمات الدولي                                      | +967                    | +233         |
| رمز الإنترنت                                              | .ye                     | .gh          |
| المنطقة الزمنية                                           | ت ع م+03:00             | 00           |

## منظمات دولية مشتركة
يشترك البلدان في عضوية مجموعة من المنظمات الدولية، منها:
| علم المنظمة | اسم المنظمة                                                | تاريخ انضمام اليمن | تاريخ انضمام غانا |
| ----------- | ---------------------------------------------------------- | ------------------ | ----------------- |
|             | يونسكو                                                     | 2 أبريل 1962       | 11 أبريل 1958     |
|             | مؤسسة التمويل الدولية                                      | 22 مايو 1970       | 3 أبريل 1958      |
|             | المركز الدولي لتسوية المنازعات الاستشارية                  | 20 نوفمبر 2004     | 14 أكتوبر 1966    |
|             | منظمة حظر الأسلحة الكيميائية                               | ?                  | ?                 |
|             | مؤسسة التنمية الدولية                                      | 22 مايو 1970       | 29 ديسمبر 1960    |
|             | وكالة ضمان الاستثمار متعدد الأطراف                         | 12 مارس 1996       | 29 أبريل 1988     |
|             | الاتحاد البريدي العالمي                                    | ?                  | ?                 |
|             | الاتحاد الدولي للاتصالات                                   | 1931               | 17 مايو 1957      |
|             | منظمة الشرطة الجنائية الدولية                              | ?                  | ?                 |
|             | الأمم المتحدة                                              | 30 سبتمبر 1947     | 8 مارس 1957       |
|             | البنك الدولي للإنشاء والتعمير                              | 3 أكتوبر 1969      | 20 سبتمبر 1957    |
|             | العملية المشتركة للاتحاد الأفريقي والأمم المتحدة في دارفور | ?                  | ?                 |

## وصلات خارجية
- موقع وزارة الخارجية الغانية